# 初田亨
初田亨（はつだ とおる、1947年 - ）は、日本の建築史家。学位は、工学博士。
専門は、近代建築史・近代都市史。

## 経歴
東京都葛飾区生まれ。1969年、工学院大学工学部2部建築学科を卒業、大学院に進む。研究室はアルヴァ・アアルトに師事した武藤章研究室で設計を学ぶ。1971年-1985年工学院大学助手、1985年-1990年工学院大学講師、工学院大学助教授を経て1994年-2009年工学院大学教授。2003年-2006東京大学大学院非常勤講師。
1997年「東京の繁華街を中心とした近代建築史・都市史に関する一連の研究」により建築史学会賞を受賞。
2001年「職人および都市住民からみた日本の近代建築に関する一連の研究」により日本建築学会賞を受賞。
2005年『繁華街の近代　都市・東京の消費空間』により日本都市計画学会賞石川賞を受賞。
2000年には、松本市民会館（まつもと市民芸術館）コンペ審査委員を務める。
日本建築学会建築歴史・意匠委員会委員長、文化庁文化財保護審議委員会建造物委員会委員長、新宿区景観まちづくり審議会副会長、千代田区文化財保護審議会委員、八王子市総合評価活用準備委員委員長、三鷹市文化財保護審議会委員などを歴任。

## 著書

### 単著
- 『都市の明治　-路上からの建築史-』筑摩書房、1981年
- 『カフェーと喫茶店　－モダン都市のたまり場』INAX、1993年
- 『百貨店の誕生』三省堂、1993年
- 『東京　都市の明治』筑摩書房、ちくま学芸文庫 1994年
- 『モダン都市の空間博物学－東京』彰国社、1995年
- 『職人たちの西洋建築』講談社、1997年
- 『百貨店の誕生－都市文化の近代』筑摩書房、ちくま文芸文庫、1999年
- 『模倣と創造の空間史－西洋に学んだ日本の近・現代建築』彰国社、1999年
- 『繁華街にみる都市の近代―東京―』中央公論美術出版、2001年
- 『和風モダンの不思議』王国社、2001年
- 『職人たちの西洋建築』筑摩書房、ちくま文芸文庫、2002年
- 『繁華街の近代　都市・東京の消費空間』東京大学出版会、2004年　日本都市計画学会賞石川賞
- 『模倣と創造の空間史（新訂版）』彰国社、2005年
- 『東京 都市と建築の一三〇年』河出書房新社、2007年
- 『模倣と創造の空間史（新訂版）』彰国社、2009年

### 共著・編著など
- 『清水組諸職人差出帳』清水建設公報室、1981年
- 『建築設計資料集成　第5巻　単位空間III』第一法規出版、1982年
- 『図説 日本の町並み　3関東編』第一法規出版、1982年
- 『横浜銅版畫　ー文明開化期の建築ー』有隣堂、1982年
- 『講座 日本技術の社会史　第7巻　建築家』日本評論社、1983年
- 『近代日本の異色建築家』朝日新聞社、1984年
- 『建築の忘れがたみ[一木努コレクション]』INAX、1985年
- 『総覧日本の建築　3東京』新建築社、1987年
- 『江戸東京学事典』三省堂、1987年
- 『近代和風建築』村松貞次郎・近江栄 編、鹿島出版会、1988年
- 『昭和二万日の全記録(全19巻のうち第1巻～第13巻）』講談社、1989年
- 『日本の技術100年6巻　土木建築』筑摩書房、1990年
- 『図面でみる都市建築の明治』鈴木博之・初田亨 編、柏書房、1990年
- 『時の流れ－目黒雅叙園ー』目黒雅叙園、1990年
- 『東京駅と辰野金吾』東日本旅客鉄道、1990年
- 『[現代日本]朝日人物事典』朝日新聞社、1990年
- 『失われた帝都東京　－大正・昭和の街と住まい－』藤森照信・初田亨・藤岡洋保 共著、柏書房、1991年
- 『大衆文化事典』弘文堂、1991年
- 『都市建築博覧・昭和篇　－アーバン・クロニクル』初田亨・大川三雄 共著、住まいの図書館出版局、1991年
- 『図面でみる都市建築の大正』鈴木博之・初田亨 編、柏書房、1992年
- 『銀座101人』時事通信社、1992年
- 『近代和風建築　－伝統を超えた世界』初田亨・大川三雄・藤谷陽悦 共著、建築知識、1992年
- 『日本史大辞典』平凡社、1992年
- 『趣味人間住まいの文化誌』ミサワホーム総合研究所、1993年
- 『日本史大辞典』平凡社、1993年
- 『BCS建築賞授賞作品ガイドブック』建築業協会、1993年
- 『日本美術全集第24巻建築とデザイン』講談社、1993年
- 『朝日　日本歴史人物事典』朝日新聞社、1994年
- 『復元　鹿鳴館・ニコライ堂・第一国立銀行』ユージープランニング、1995年
- 『図説　木造建築事典〔基礎編〕』学芸出版社、1995年
- 『建築用語辞典　(第二版)』技報堂出版、1995年
- 『近代日本と東アジア』筑摩書房、1995年
- 『震災復興＜大銀座＞の街並みから』銀座文化史学会編集、銀座文化史学会、1995年
- 『江戸東京学への招待 (2)都市誌篇』日本放送出版協会、1996年
- 『江戸東京学への招待 (3)生活誌篇』日本放送出版協会、1996年
- 『江戸東京学の現状と課題』江戸東京博物館、1997年
- 『図説近代建築の系譜－日本と西欧の空間表現を読む』大川三雄・川向正人・初田亨・吉田鋼市 共著、彰国社、1997年
- 『写真集　幻影の東京－大正・昭和の町と住い』藤森照信・初田亨・藤岡洋保 共著、柏書房、1998年
- 『図面でみる都市建築の昭和』 鈴木博之・初田亨編、柏書房、1998年
- 『建築史の回り舞台－時代とデザインを語る』 彰国社、1999年
- 『新宿歴史博物館特別展図録　琥珀色の記憶－新宿の喫茶店』新宿歴史博物館、2000年
- 『銀座の街並展－世紀をこえる銀座の活力』「銀座の街並展」実行委員会編、2000年
- 『日本歴史大辞典（1巻 - 4巻）』小学館、2000年
- 『近代和風を探る・上巻』初田亨・大川三雄・藤谷陽悦 共著、エクスナレッジ、2001年
- 『近代和風を探る・下巻』初田亨・大川三雄・藤谷陽悦 共著、エクスナレッジ、2001年
- 『大阪学講座　大阪モダニズム』大阪都市協会、2002年
- 『江戸東京学事典（新装版）』三省堂、2003年
- 『400年の時の花　江戸東京博物館』小学館、2003年
- 『日本史文献事典』弘文堂、2003年
- 『銀座のショーウインドー―130年のデザイン文化史』日本ディスプレイデザイン協会企画編集委員会編、六耀社、2004年
- 『大坂力事典』 橋爪紳也監修／大坂ミュージアム文化都市研究会編、創元社、2004年
- 『銀座 街の物語』三枝進・川本三郎・初田亨 共編、河出書房新書、2006年
- 『住宅物語 山本有三記念館ー東京・三鷹市』初田亨・矢野勝巳 共著、バナナブックス、2007年
- 『再生名住宅』足立裕司・内田青蔵・大川三雄・ 初田亨・藤谷陽悦 共編、鹿島出版会、2009年
- 『再生名建築』足立裕司・内田青蔵・大川三雄・ 初田亨・藤谷陽悦 共編、鹿島出版会、2009年

### 建築作品
- 立川の家 1979年
- 横須賀浦賀燈明堂（復元）1988年
- 武蔵野の家 1993年
- 北区中央図書館（改修）監修 2009年

### 研究室出身人物
- 平井充（建築家、メグロ建築研究所 代表）
- 塩田健一（商店建築 編集者）
- 森本伸輝（建築家、モリモトアトリエ代表）
- 波多野想（中国科技大学助理教授）2011〜琉球大学観光学科 准教授
- 前田忠史（茅野市美術館学芸員）
- 菊池勝広（横須賀市自然人文博物館学芸員）
- 中田聡一郎（写真家、出版社芸術新舎代表、国土交通省OB会顧問）
- 村島正彦（都市コンサル・編集者）
- 土屋和男（常葉学園大学准教授）
- 村田敬一（前橋工業高等学校校長、全国工業高等学校長協会事務局次長）
- 曹偉（建築家、上海芸術大学教授、RIA上海代表）
- 井上祐一（文化女子大学短期大学部教授）
- 伊坂道子（建築家、伊坂デザイン代表）